# Lamium maculatum
Lamium maculatum là một loài thực vật có hoa trong họ Hoa môi. Loài này được (L.) L. mô tả khoa học đầu tiên năm 1763.

## Hình ảnh

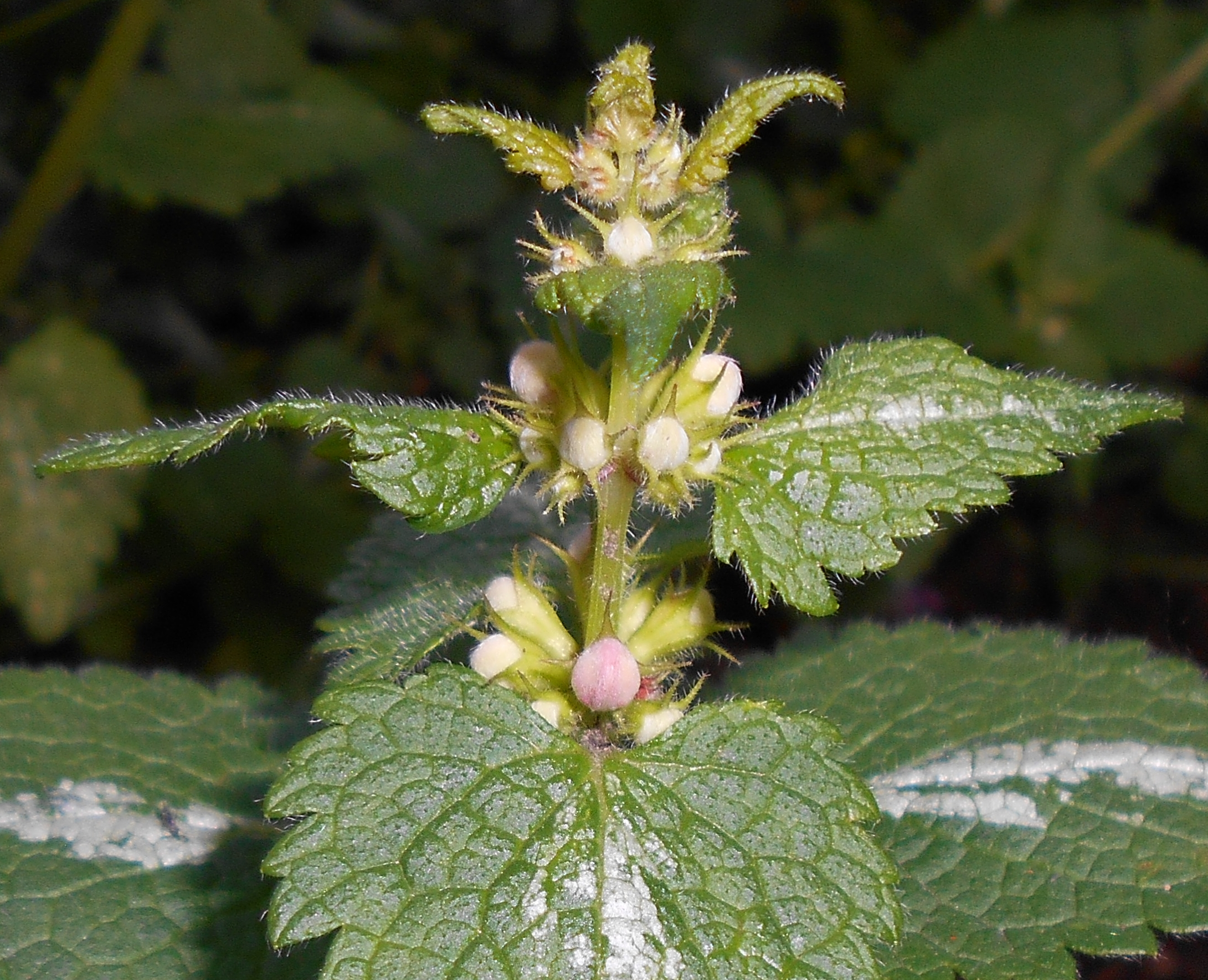
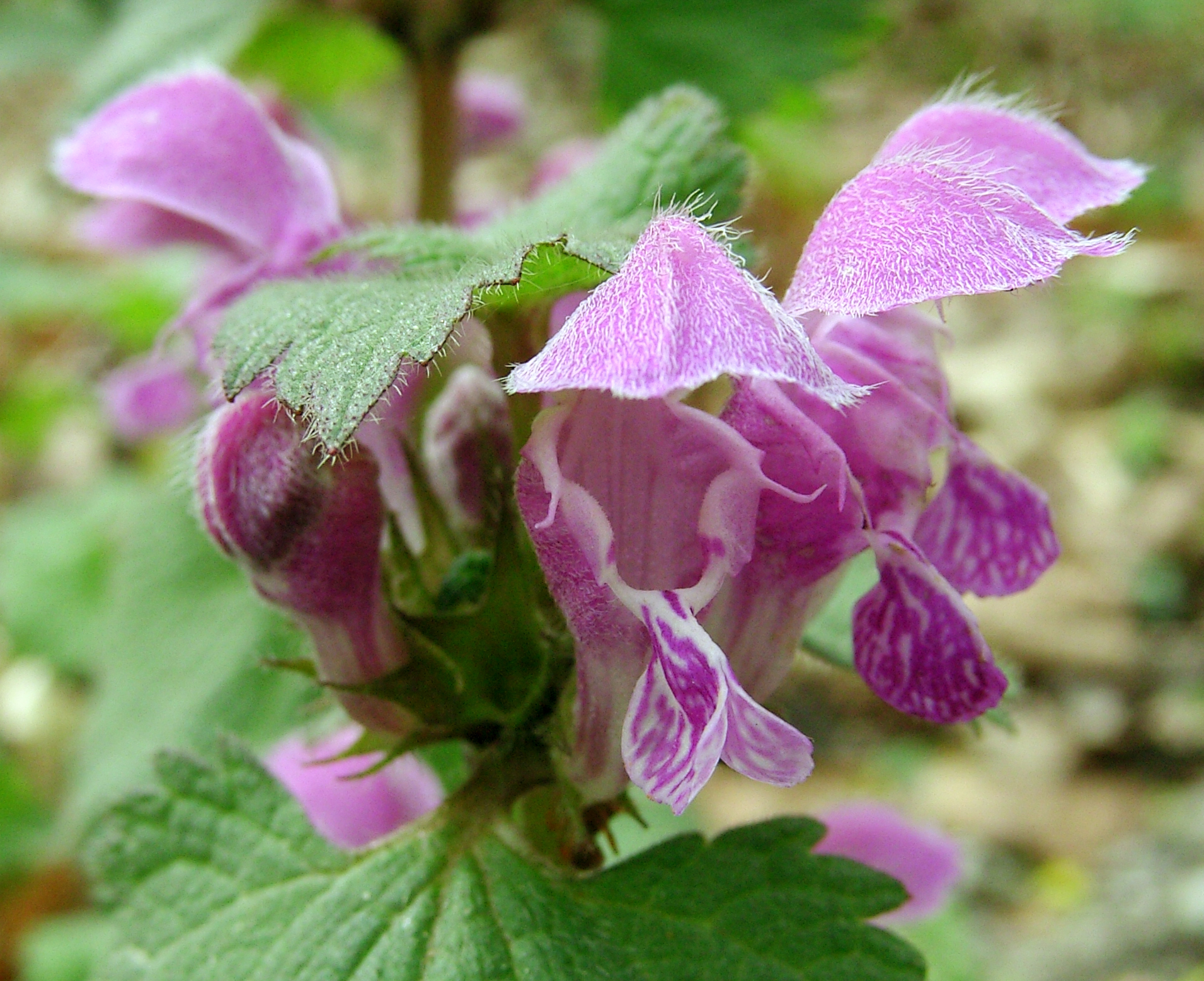
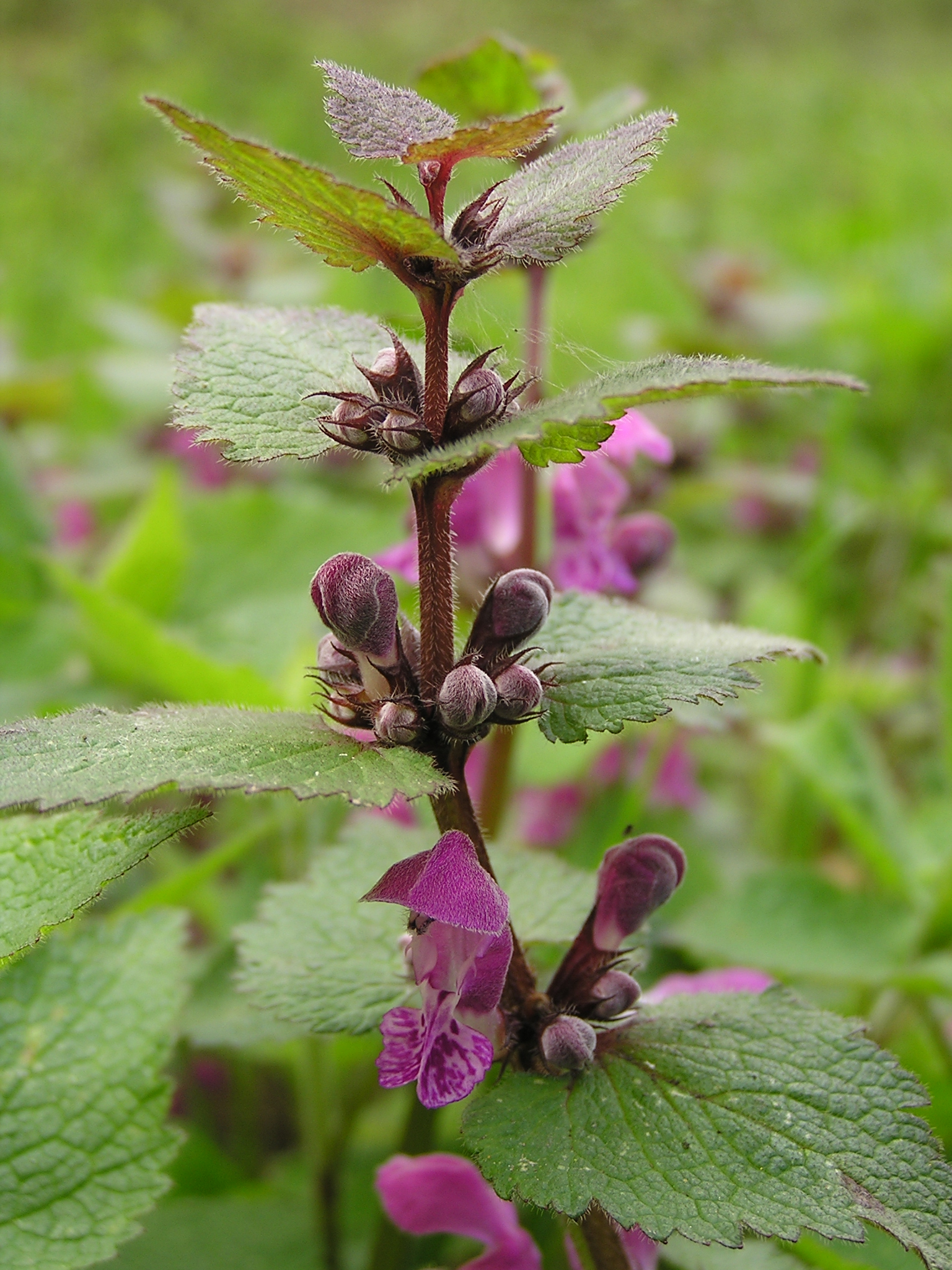
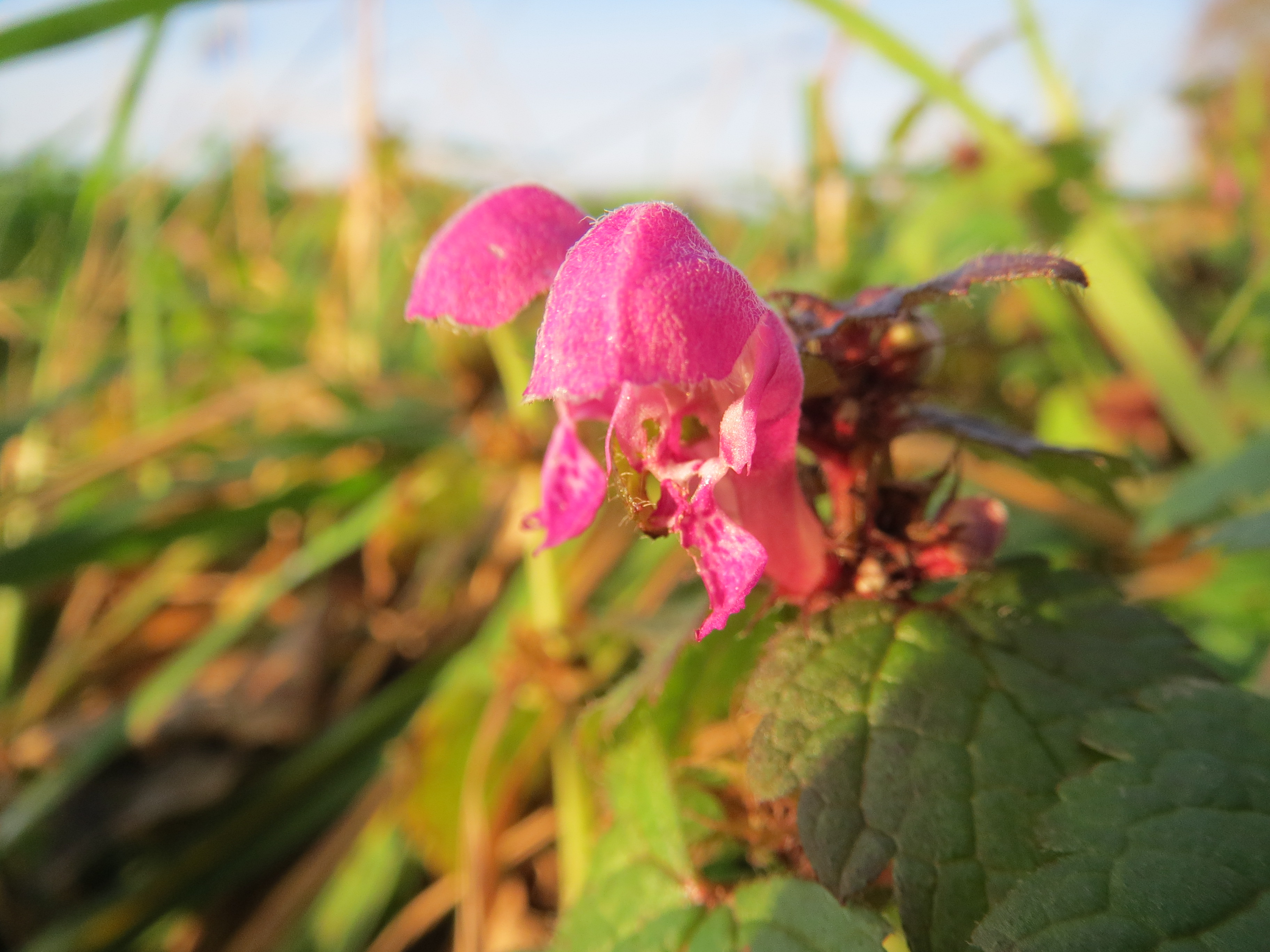
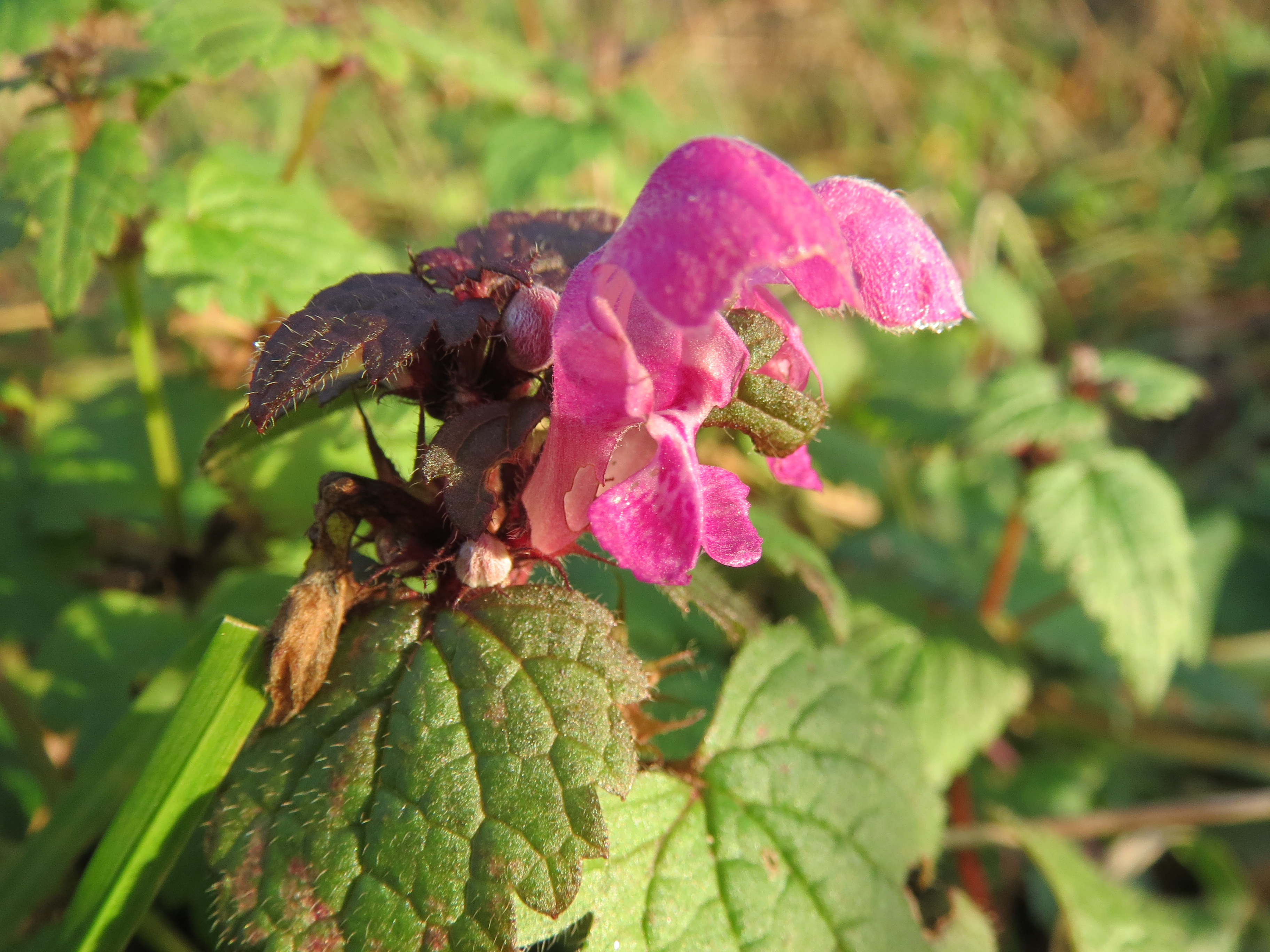